# 唐誠
唐 誠（朝鮮語: 당성）は、高麗の文官であり、朝鮮氏族の密陽唐氏の始祖である。
中国明州出身。元末に戦乱を避けて高麗に帰化した。その後、征東行省掾史となり、工曹典書として外交文書を担当して、開国原従功臣に任命され、嘉善大夫と開城留守を経て、嘉靖大夫と恭安府尹に至り、密陽を賜姓された。